# Eric Betzig
Robert Eric Betzig (* 13. ledna 1960 Ann Arbor ve státě Michigan) je americký fyzik, který v roce 2014 získal za rozvoj mikroskopie s velmi vysokým rozlišením Nobelovu cenu za chemii společně se Stefanem Hellem a Williamem E. Moernerem.
Eric Betzig vytudoval Kalifornský technologický institut roku 1983, doktorát v oboru aplikované fyziky získal na Cornellově univerzitě v roce 1988. V letech 1988 až 1994 působil ve výzkumných laboratořích firmy Bell v oblasti mikroskopie v blízkém poli. Několik let pak působil na volné noze.
Od prosince 2005 vede výzkumnou skupinu Janelia Group při Lékařském institutu Howarda Hughese v Marylandu. V roce 1993 obdržel cenu americké Národní akademie věd za iniciativu ve výzkumu. Je držitelem více než 20 patentů.